# Příběh dvou Springfieldů
Příběh dvou Springfieldů (v anglickém originále A Tale of Two Springfields) je 2. díl 12. řady (celkem 250.) amerického animovaného seriálu Simpsonovi. Scénář napsal John Swartzwelder a díl režíroval Shaun Cashman. V USA měl premiéru dne 5. listopadu 2000 na stanici Fox Broadcasting Company a v Česku byl poprvé vysílán 28. ledna 2003 na stanici ČT1.

## Děj
V boudě Spasitele se usídlí jezevec. Po několika neúspěšných pokusech vylákat ho ven (včetně vyslání Homera, kterého jezevec napadne) zavolá Homer na ochranu zvířat. Když se mu nedaří dovolat, Marge mu vysvětlí, že telefonní společnost zavedla ve Springfieldu novou předvolbu. Polovina města si ponechává původní předvolbu 636, druhá má 939. Na městské schůzi Homer shromáždí rozzuřený dav, který proti změně protestuje, a upozorní, že vyšší třída si ponechala svou předvolbu, zatímco chudší polovina města byla nucena přejít na jinou. Homer navrhne, aby se město rozdělilo na dvě poloviny, a dav souhlasí. 
Homer je prohlášen starostou Nového Springfieldu a mezi oběma městy vzniká napětí. Starospringfieldské podniky diskriminují zákazníky z Nového Springfieldu a povyšují se nad ně v nočních zprávách. Bart a Homer vypnou ve Starém Springfieldu přívod elektřiny. Starý Springfield přepadne náklaďák s pivem mířící do Nového Springfieldu a vysype jeho obsah do řeky; Homer pak odřízne přívod vody. Když nedostatek vody odhalí v korytě řeky zlato, díky němuž je Starý Springfield ještě bohatší, nechá rozzuřený Homer postavit mezi oběma městy zeď. Nedostatek zásob a hygienických zařízení však zažene všechny obyvatele Nového Springfieldu do Starého Springfieldu a Simpsonovi zůstanou sami. 
Rozhořčený Homer se pokusí sabotovat koncert skupiny The Who ve Starém Springfieldu tím, že je přesvědčí, aby místo toho hráli v Novém Springfieldu. Když si to obyvatelé Starého Springfieldu uvědomí, postaví se Simpsonovým u zdi. Po krátké vzpouře se členové The Who dozvědí o problému s předvolbami a navrhnou obyvatelům města, aby si pořídili rychlé vytáčení. Úvodní riff Petea Townshenda z písně „Won't Get Fooled Again“ rozbije zeď a obyvatelé Springfieldu se znovu spojí a tančí na hudbu, zatímco jezevec vede zvířecí invazi do města.

## Produkce
Epizodu navrhli John Frink a Don Payne. Díl byl inspirován sousedstvím matky Dona Payna, kde jedna strana šířila pomluvy o druhé straně. Larry Doyle pak navrhl, aby se strany rozdělily kvůli rozdílným telefonním předvolbám. Během produkce štáb nechtěl, aby jedna strana byla lajdáci jako Homer Simpson a druhá snobové jako pan Burns, ale nakonec se tak ve výsledném produktu stalo. Scenáristé později vytvořili webovou stránku o tom, co jedí jezevci.
Telefon z výchovného animáku namluvil Dan Castellaneta. Pete Townshend v epizodě neúčinkoval, protože nevěděl, že bude mít vlastní hlas, a předpokládal, že ho bude mít někdo jiný, stejně jako ve Žluté ponorce. Roger Daltrey, John Entwistle a Peteův bratr Paul Townshend v epizodě namluvili hostující hlasy. Poté, co castingový režisér pořadu v Los Angeles několikrát volal manažerům skupiny The Who v Londýně, skupina souhlasila s účastí v pořadu. The Who nahráli své repliky v Anglii, ale zvážili detaily scénáře. Během natáčení se štáb rozhodl, že místo bubeníka The Who Zaka Starkeyho bude animovat Keitha Moona na jeho počest, protože zemřel v roce 1978.

## Kulturní odkazy
Název epizody je hříčkou s názvem románu Charlese Dickense Příběh dvou měst. Když se Homer postaví na tiskové konferenci, je to odkaz na obraz Normana Rockwella Svoboda projevu. Když je Homerovi navrženo, aby se stal starostou Nového Springfieldu, představí si sám sebe v úvodní pasáži filmu The Rifleman. Scéna, v níž se Homer a Marge fotí, je štábním vtipem na téma Kam s odpadem?, kdy režisér dabingu řekl Bonovi, aby se usmál. V epizodě se také objevuje několik odkazů na skupinu The Who, včetně písně „Magic Bus“ a alba Meaty Beaty Big and Bouncy.

## Přijetí
Colin Jacobson z DVD Movie Guide ohodnotil epizodu kladně: „Možná je to nízkými očekáváními, která provázejí díly Simpsonových v 21. století, ale Příběh na mě funguje. Bere si jednoduchou premisu a proměňuje se v pěknou řádku silných komediálních kousků. Hej, a zmínka o „zlatých sprchách“ udržuje sérii zvrácených sexuálních praktik 12. řady!“. Kritizoval ale animaci jiných členů The Who než Daltreyho: „To je obzvlášť zvláštní v případě Petea, protože v roce 2000 už byl strašně plešatý a šedivý.“. Nancy Basileová z About.com dala epizodě hodnocení 5 a napsala: „Konečně! Tahle epizoda se mi líbila, protože se, když pomineme okázalé hostující hvězdy, vrátila k srdci a duši seriálu.“.
V roce 2007 Simon Crerar z deníku The Times zařadil vystoupení The Who mezi třiatřicet nejvtipnějších cameí v historii seriálu. Scéna, kdy je Homer jezevcem téměř vykuchán a ukazuje Líze své vnitřní orgány, vyvolala odpor fanoušků, protože dle nich byla na Simpsonovy příliš nechutná.